# Eisseestern

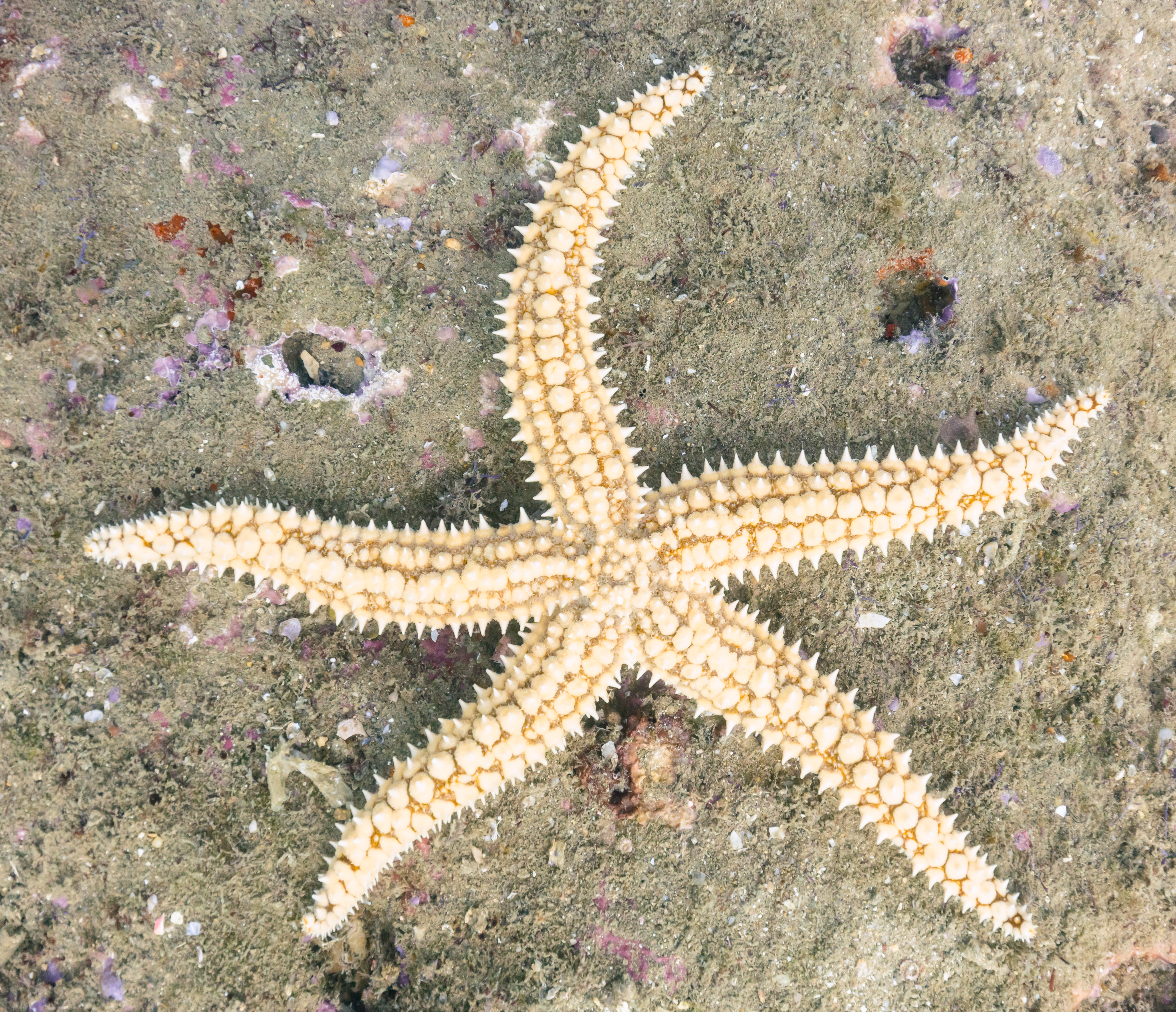
Marthasterias glacialis

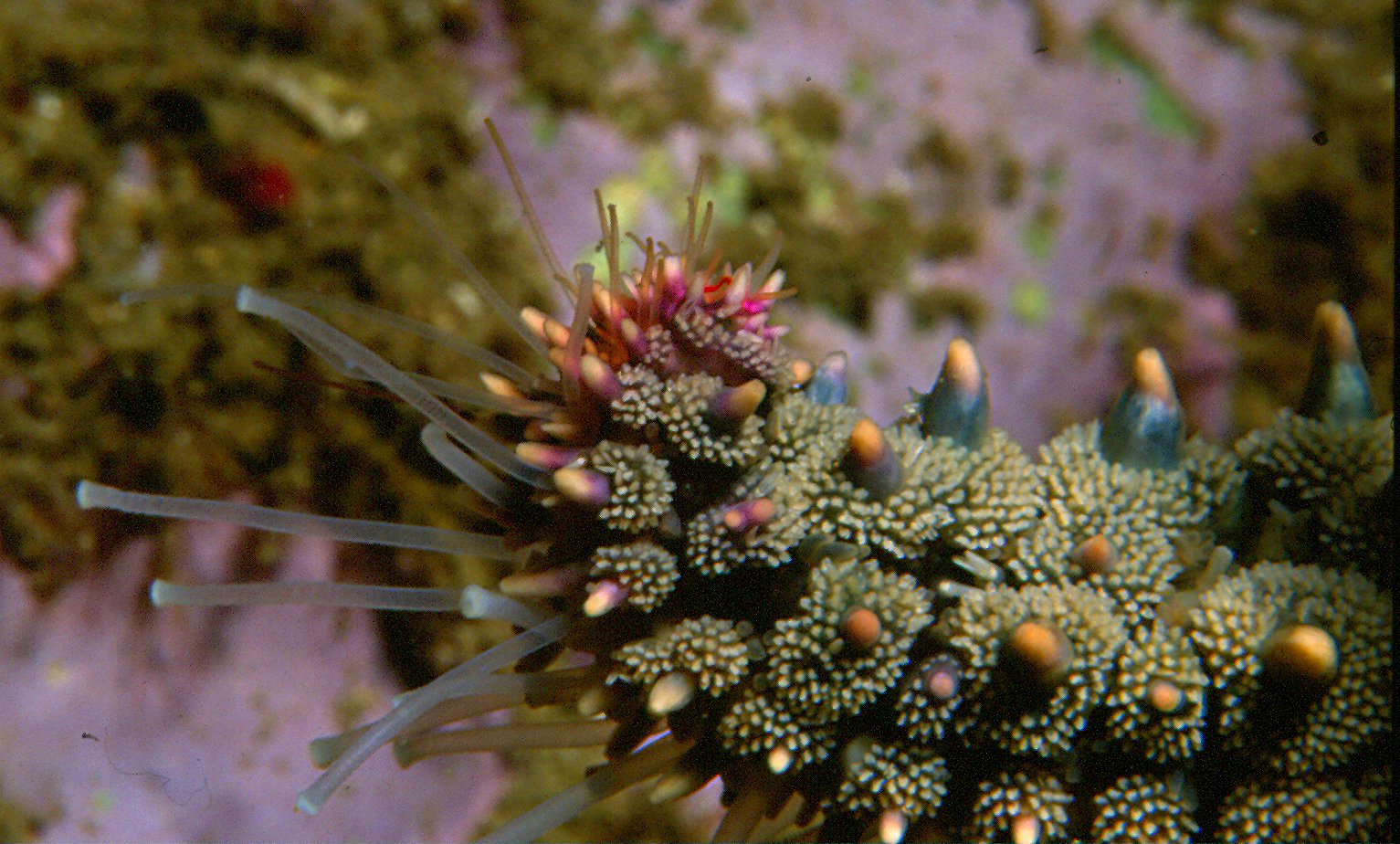
Armspitze von Marthasterias glacialis mit Saugfüßchen, Stacheln und Pedicellarien

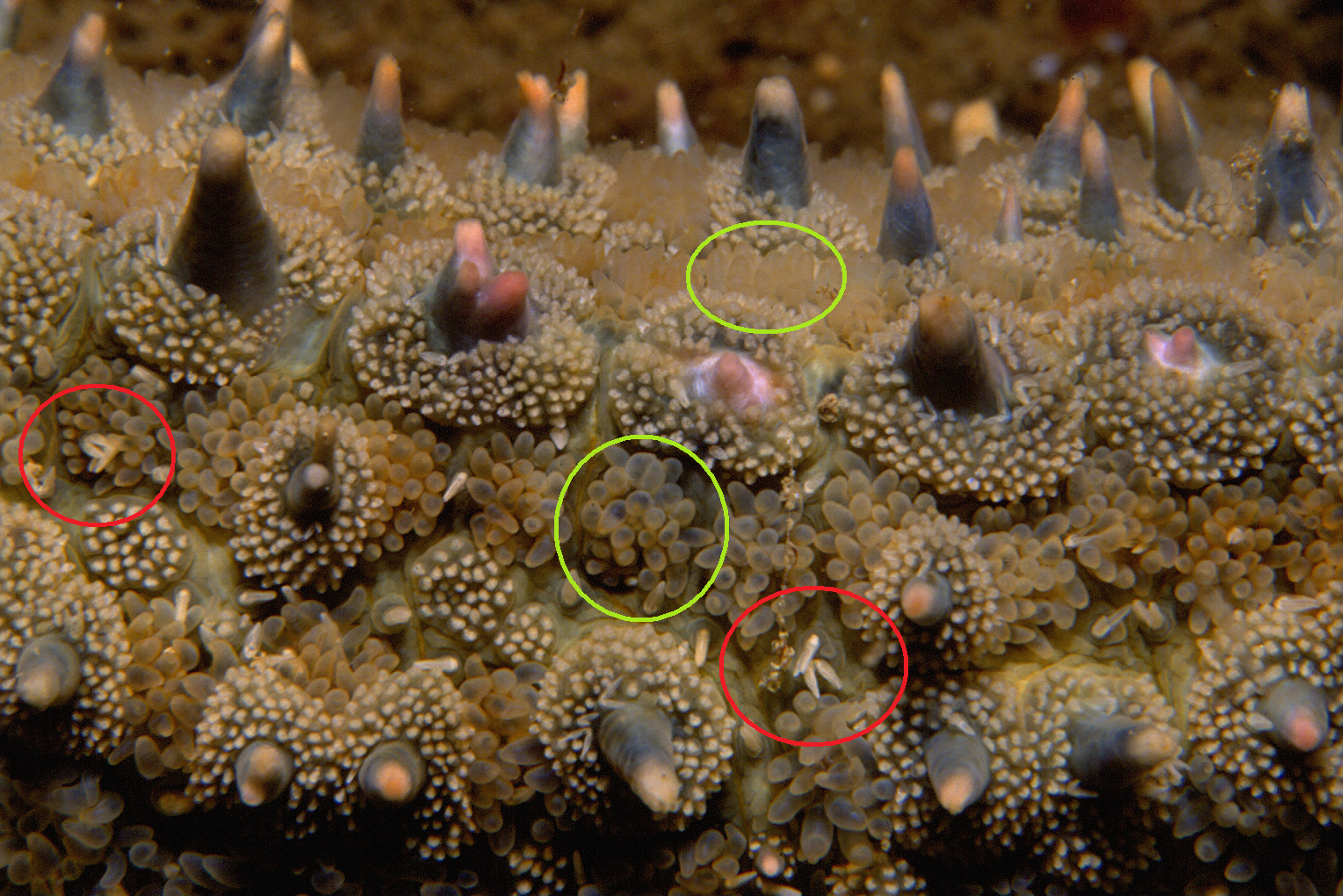
Detail der Haut von Marthasterias glacialis mit Pedicellarien (rot umkreist) und Hautkiemen (gelb umkreist)

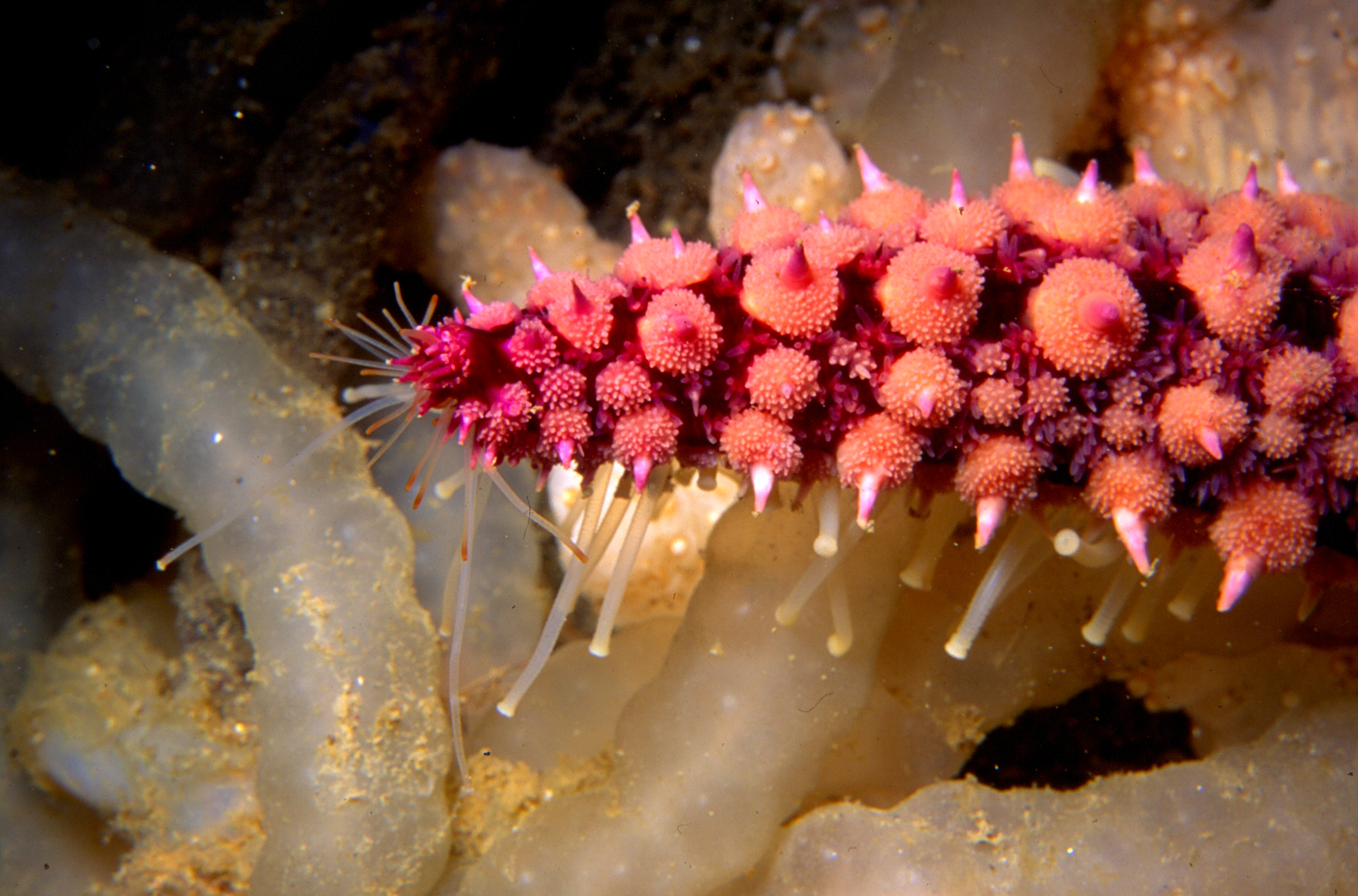
Armspitze von Marthasterias glacialis mit Saugfüßchen

Der Eisseestern oder Eisstern (Marthasterias glacialis) ist eine Art der Seesterne aus der Ordnung der Zangensterne (Forcipulatida), der im östlichen Atlantik und im Mittelmeer zu finden ist. Mit bis zu einem Meter Spannweite gehört er zu den größten Seesternen der Welt.

## Merkmale
Marthasterias glacialis wird meist etwa 30 cm groß, doch kann er einen Durchmesser von bis zu 80 cm und bisweilen bis 1 m erreichen. Er hat eine vergleichsweise kleine Mittelscheibe und fünf lange, schlanke Arme.
Jeder Arm hat drei Längsreihen konischer, weißlicher Stacheln, meist mit rosafarbenen Spitzen, die jeder von einem Kranz von etwa 400 Pedicellarien umgeben sind. Sein Name bezieht sich auf die manchmal weißliche Färbung, die jedoch sehr variiert zwischen bräunlich oder grünlich-grau mit gelb oder rot, manchmal violett an den Armspitzen.

## Verbreitung und Vorkommen
Marthasterias glacialis ist im östlichen Atlantik von Island, Norwegen, Irland und der Westküste Großbritanniens über die Azoren bis zu den Kapverden verbreitet und darüber hinaus auch im Mittelmeer und Südafrika anzutreffen. Er lebt sowohl auf geschützten schlammigen als auch felsigen Untergründen bis in Tiefen von etwa 200 m.

## Fortpflanzung
Über den Fortpflanzungszyklus ist bisher vergleichsweise wenig bekannt. Vor der Küste Irlands sammeln sich im Juli und August Weibchen ab etwa 9 cm und Männchen ab etwa 2,5 cm im seichten Wasser und geben wenige Tage später Eizellen und Sperma ins Meerwasser ab. Es findet eine äußere Befruchtung und eine weitere Entwicklung über Larvenstadien statt.

## Ernährung
Marthasterias glacialis ernährt sich von Muscheln, Schnecken, Seeigeln, Seescheiden, Rankenfußkrebsen und Zehnfußkrebsen.
Wie andere Seesterne der Familie Asteriidae öffnet er Muscheln durch die Kraft seiner Saugfüßchen und stülpt zur extraintestinalen Verdauung der Beute seinen Magen aus. Er vermag mit seiner Kraft das Außenskelett des Steinseeigels (Paracentrotus lividus), eines seiner Hauptbeutetiere im Mittelmeer, zu zerbrechen.
Ein weiteres häufiges Beutetier im Mittelmeer ist die Venusmuschel Venus verrucosa, doch kann der Eisstern im Gegensatz zum Großen Kammstern (Astropecten aranciacus) tiefer vergrabene Muscheln schwer erreichen. Marthasterias glacialis frisst unter anderem auch den Seestern Asterina gibbosa, den Seeigel Psammechinus miliaris und kleine Zehnfußkrebse der Gattungen Porcellana (Porzellankrebse) und Portunus.
In Südafrika macht die Miesmuschel Choromytilus meridionalis einen Großteil seiner Nahrung aus, doch steht er hier in starker Nahrungskonkurrenz zum Felsenhummer Jasus lalandii und der Mondschnecke Natica tecta.
Die Wellhornschnecke (Buccinum undatum) zeigt auf Saponine des Eisseesterns heftige Fluchtreaktionen und weicht bei geringeren Konzentrationen gezielt aus. Der Seeigel Strongylocentrotus droebachiensis ergreift vor Marthasterias glacialis ebenfalls die Flucht, während sich Psammechinus miliaris mit seinen giftigen Pedicellarien verteidigt.

## Systematik
Marthasterias glacialis ist die einzige Art der monotypischen Gattung Marthasterias in der Familie Asteriidae. Er wurde 1758 von Carl von Linné als Asterias glacialis beschrieben und 1878 von Jules Jullien in den Stand der Gattung Marthasterias erhoben.